# دييغو ريبيرا
دييغو ريبيرا (بالإسبانية: Diego Ribera)‏ هو لاعب كرة قدم إسباني في مركز الهجوم، ولد في 19 فبراير 1977 في Riba-roja de Túria ‏ في إسبانيا. شارك مع منتخب إسبانيا تحت 16 سنة لكرة القدم ومنتخب إسبانيا تحت 18 سنة لكرة القدم ومنتخب إسبانيا تحت 19 سنة لكرة القدم ومنتخب إسبانيا تحت 20 سنة لكرة القدم. أما مع النوادي، فقد لعب مع إسبانيول ب وإسبانيول وبونفيرادينا وخيمناستيك طركونة وريال جيان وريكرياتيفو وفالنسيا ميستايا ونادي أليكانتي ونادي أوريويلا ونادي إشبيلية ونادي إيركوليس ونادي جيرونا ونادي فالنسيا ونادي قرطبة.

## وصلات خارجية
- دييغو ريبيرا على موقع الاتحاد الدولي (مؤرشف)  (الإنجليزية)
- دييغو ريبيرا على موقع قاعدة بيانات كرة القدم.إي يو (الإنجليزية)
- دييغو ريبيرا على موقع عالم كرة القدم.نت (الإنجليزية)